# دواس دواس
دواس تيسير رشيد دواس (4 أغسطس 1971 – ) سياسي ودبلوماسي وسفير فلسطيني، كُلف في 28 مارس 2024 بتولي منصب الأمين العام لمجلس الوزراء الفلسطيني ضمن تشكيلة حكومة محمد مصطفى.

## تحصيله العلمي
حصل عام 1995 على شهادة البكالوريوس في "العلوم السياسية" من جامعة بغداد، وعلى شهادة الماجستير في "الدراسات العربية المعاصرة" من جامعة بيرزيت عام 2002، وعام 2009 على شهادة الدكتوراه في "العلوم السياسية" من معهد البحوث والدراسات العربية بالقاهرة.

## حياته العملية
تولى منذ عام 1996 وحتى عام 2019 مناصب عديدة في المجلس التشريعي الفلسطيني منها رئيسًا لديوان رئاسة المجلس ومديرًا عامًا للأمانة العامة للمجلس. وعمل محاضر (غير متفرغ) في العلوم السياسية في جامعة بيرزيت في حقول: النظام السياسي الفلسطيني، السياسة الخارجية، الدبلوماسية، العلاقات الدولية، والمنظمات الدولية. واختير اميناً لسر مجلس الأمناء في الجامعة العربية الأمريكية.
شغل منذ 10 يوليو 2019 منصب أمين عام اللجنة الوطنية الفلسطينية للتربية والثقافة والعلوم التابعة لمنظمة التحرير الفلسطينية، وشغل منصب عضو المجلس التنفيذي ممثل دولة فلسطين في المنظمة العربية للتربية والثقافة والعلوم (الألكسو)، ومثل دولة فلسطين في اتحاد مجالس البحث العلمي العربية، كما شغل منصب ممثل دولة فلسطين لدى منظمة العالم الإسلامي للتربية والعلوم والثقافة (الإيسيكو)، وفي عام 2021 انُتخب بالأغلبية لمنصب رئيس المجلس التنفيذي لمنظمة العالم الإسلامي للتربية والعلوم والثقافة (الإيسيكو).
في أيار 2023 عيّن سفيراً في وزارة الخارجية والمغتربين الفلسطينية وانتدب ليعمل اميناً عاماً للجنة الوطنية الفلسطينية للتربية والثقافة والعلوم.
في 28 مارس 2024 كُلف بتولي منصب الأمين العام لمجلس الوزراء الفلسطيني ضمن تشكيلة حكومة محمد مصطفى.
في 26 مارس 2025، مُدد انتدابه من وزارة الخارجية الفلسطينية إلى مجلس الوزراء لمدة عام اعتبارًا من 28 مارس 2025.